# Hilfsschule
Hilfsschule ist ein heute nicht mehr verwendeter Name für eigenständige sonder- oder heilpädagogische Förderschulen im deutschen Sprachraum. Sie unterrichteten auf der Basis der allgemeinen Schulpflicht Kinder, die man aus unterschiedlichen Gründen als nicht fähig zum Volksschulbesuch betrachtete. Die Konzeption richtete sich auf Schüler, die man später als Lernbehinderte oder Lernbeeinträchtigte bezeichnete, weniger auf geistig Behinderte und nicht auf Sinnesbehinderte oder Sinnesbeeinträchtigte. Der Hilfsschule vergleichbare Institutionen werden in Deutschland heute Förderschulen für Lernbehinderte und in Österreich Allgemeine Sonderschulen genannt. 

## Geschichte
Eigene Schulen für Sinnesbehinderte, insbesondere Hör- und Sehbehinderte, gab es bereits seit dem Ende des 18. bzw. dem Beginn des 19. Jahrhunderts. Im  Laufe des 19. Jahrhunderts entstanden auch mehr und mehr sogenannte „Idiotenanstalten“, die geistig behinderte Kinder aufnahmen, die man für nicht bildungsfähig hielt. Gelegentlich wurden dennoch pädagogische Einrichtungen für geistig Behinderte („Schwach- und Blödsinnige“) gegründet, so 1846 in Hubertusburg. Mit der zunehmenden Durchsetzung der allgemeinen Schulpflicht und den wachsenden Anforderungen an den Volksschulunterricht gab es jedoch immer häufiger Schulversager, die aus unterschiedlichen Gründen für volksschulunfähig gehalten wurden. Für diese Kinder wurden im Lauf des 19. Jahrhunderts an mehreren Orten in Deutschland Hilfsklassen oder „Nachhilfeklassen“ eingerichtet, die einer ordentlichen Volksschule angeschlossen waren. Eine räumlich und institutionell abgetrennte eigene Schulform für sog. „schwachbegabte“ Kinder gab es jedoch zunächst noch nicht.
Heinrich Ernst Stötzner, ein Lehrer, der zunächst an der Hubertusburger „Erziehungsanstalt für schwach- und blödsinnige Kinder“ und später an einer Taubstummenanstalt in Leipzig tätig war, forderte bereits 1864 in einer Schrift eigenständige „Schulen für schwachbegabte Kinder“. Diese Schulform sollte sich weniger an geistig Behinderte als an solche Kinder richten, die „in der Mitte zwischen normalgebildeten und blödsinnigen Kindern stehen“. Gemeint waren damit wohl, so Sieglind Ellger Rüttgard, „leicht intelligenzgeschädigte Kinder“, nicht so sehr Schulversager. Größeren Einfluss auf das entstehende Hilfsschulsystem hatte jedoch die Braunschweiger Hilfsschulklasse, die Heinrich Kielhorn ab 1881 einrichtete – insbesondere dadurch, dass Kielhorn 1898 zu den Initiatoren des Verbandes der Hilfsschulen Deutschlands (VdHD) gehörte. 
Gegen Ende des 19. Jahrhunderts wurden in Deutschland und Österreich immer mehr Hilfsschulen gegründet. Ihre Zahl sowie die Zahl der dort unterrichteten Schüler wuchs seit 1900 enorm an. 1905 gab es in 143 Städten des Deutschen Reichs 700 Hilfsschulklassen mit 15.000 Schülern und Schülerinnen, 1912 waren es bereits 285 Städte, 1700 Klassen und 39.000 Kinder.
Rupert Egenberger, 1922 einer der Gründer der Gesellschaft für Heilpädagogik (GfH) und Vorstandsmitglied im VdHD, verstand die Hilfsschule als „heilpädagogische Anstalt“. Da man die „Minderwertigen“ nicht beseitigen könne, sei es notwendig, „mit bitterem Ernste die Auswirkung der Minderwertigkeit und die weitere Verseuchung durch Minderwertige durch heilpädagogische Mittel zu bekämpfen“. Mit dem Machtantritt der Nationalsozialisten wurde diese heilpädagogische Zielsetzung 1933 abgelöst von einem Konzept der Ausgrenzung der „Nichterziehbaren“, wie es Adalbert Gregor, Werner Villinger und Paul Schröder propagierten. Sie betrachteten die Hilfsschule nicht mehr als heilpädagogische Institution, sondern als „Leistungsschule“, die nurmehr „Bildungsfähige“ aufnehmen sollte; „Nichterziehbare“ sollten zum Schulsystem keinen Zugang mehr erhalten, sondern in Anstalten verwahrt werden.